# 王斗樞
王斗枢（？—？），字均五，山东诸城人，明末清初政治人物。

## 生平
世居贾悦镇，少奇颖，读书一过不忘。明崇祯十五年（1642年）举乡试第一。明亡仕清，顺治六年（1649年）成进士，授崇义县知县，地荒僻，抚字备至。调繁进贤，岁大饥，湖山寇交证，斗枢纶绘图控督抚，为请蠲租税，卒如其议，寇乃解。建书院坛山上，日与诸生讲肄其中，欢然若布衣交，去后县人即其地为位祀之。迁户部广东司主事，督徐州仓，不持一钱归。康熙八年（1669年）督凤阳仓，旬月间积弊尽革，以劳瘁致疾卒于官。

## 家族
孙王延祺、王延礼，延祺第进士，仕至礼部郎中。延礼字孝可，与延祺同举于乡，登康熙四十二年进士，官龙南县知县，卒官。